# Ugly Duck
Sun Ju-kyung (hangeul: 선주경; né le 19 janvier 1991), mieux connu par son nom de scène Ugly Duck (어글리 덕), est un chanteur et rappeur sud-coréen. Il sort son premier album Scene Stealers avec Jay Park le 13 juillet 2016.

## Discographie

### Extended plays
| Titre                          | Détails sur l'album                                                                   | Meilleure position | Meilleure position | Ventes      |
| Titre                          | Détails sur l'album                                                                   | COR                | US World           | Ventes      |
| ------------------------------ | ------------------------------------------------------------------------------------- | ------------------ | ------------------ | ----------- |
| Scene Stealers (avec Jay Park) | - Date de sortie: 13 juillet 2016 - Label: AOMG, CJ E&M - Formats: CD, téléchargement | 35                 | 8                  | - COR: 500+ |

### Singles
| Titre                                                                            | Année                        | Meilleure position           | Meilleure position           | Ventes (DL)                  | Album                        |
| Titre                                                                            | Année                        | COR                          | US World                     | Ventes (DL)                  | Album                        |
| En tant qu'artiste principal                                                     | En tant qu'artiste principal | En tant qu'artiste principal | En tant qu'artiste principal | En tant qu'artiste principal | En tant qu'artiste principal |
| -------------------------------------------------------------------------------- | ---------------------------- | ---------------------------- | ---------------------------- | ---------------------------- | ---------------------------- |
| "Whatever" feat. Mayson The Soul & U-Turn                                        | 2015                         | —                            | —                            | NC                           | non-album singles            |
| "Asia" feat. Reddy, JJJ & DJ Scratch Nice                                        | 2015                         | —                            | —                            | NC                           | non-album singles            |
| Collaborations                                                                   |                              |                              |                              |                              |                              |
| "C.U.I.O (Count Until It's Over)" avec Dok2, Skyzoo, Samuel Seo et High Flies    | 2013                         | —                            | —                            | NC                           | non-album singles            |
| "A Piece Of Cake" (누워서 떡 먹기) avec DJ Wegun feat. Incredivle                | 2015                         | —                            | —                            | NC                           | non-album singles            |
| "Ain't No Party Like An AOMG Party" (우리가 빠지면 Party가 아니지) avec Jay Park | 2016                         | 102                          | 24                           | - COR: 24,537+               | Scene Stealers               |
| "Put 'Em Up" (ㅎㄷㄷ) avec Jay Park                                              | 2016                         | 117                          | —                            | - COR: 18,101+               | Scene Stealers               |
| En featuring                                                                     |                              |                              |                              |                              |                              |
| "Mommae" (몸매) Jay Park feat. Ugly Duck                                         | 2015                         | 12                           | 12                           | - COR: 431,874+              | ₩orld ₩ide                   |
| "BO$$" Jay Park feat. Yultron, Loco & Ugly Duck                                  | 2015                         | 142                          | —                            | - COR: 18,156+               | ₩orld ₩ide                   |
| "—" signifie que le morceau ne s'est pas classé.                                 |                              |                              |                              |                              |                              |

### Autres chansons classées
| Titre | Année          | Meilleure position | Ventes (DL)    | Album          |
| Titre | Année          | COR                | Ventes (DL)    | Album          |
| Collaborations                                                                                              | Collaborations | Collaborations     | Collaborations | Collaborations |
| --- | -------------- | ------------------ | -------------- | -------------- |
| It's Not Me Who You Used To Know (우리가 빠지면 Party가 아니지) [Remix] feat. Loco, Day Day & Simon Dominic | 2016           | 148                | NC             | Scene Stealers |
| "PLP" feat. Far East Movement                                                                               | 2016           | 229                | NC             | Scene Stealers |
| "Nowhere"                                                                                                   | 2016           | —                  | NC             | Scene Stealers |
| En featuring                                                                                                |                |                    |                |                |
| "Don't Try Me" Jay Park feat. Ugly Duck & Gray                                                              | 2015           | 129                | - COR: 19,100+ | ₩orld ₩ide     |
| "F*ckboy" (병신) Jay Park feat. Sik-K, BewhY & Ugly Duck                                                    | 2015           | 134                | - COR: 18,434+ | ₩orld ₩ide     |
| "—" signifie que le morceau ne s'est pas classé.                                                            |                |                    |                |                |